# Sobralia macrantha
Sobralia macrantha är en orkidéart som beskrevs av John Lindley. Sobralia macrantha ingår i släktet Sobralia och familjen orkidéer.

## Underarter
Arten delas in i följande underarter:
- S. m. kienastiana
- S. m. macrantha

## Bildgalleri

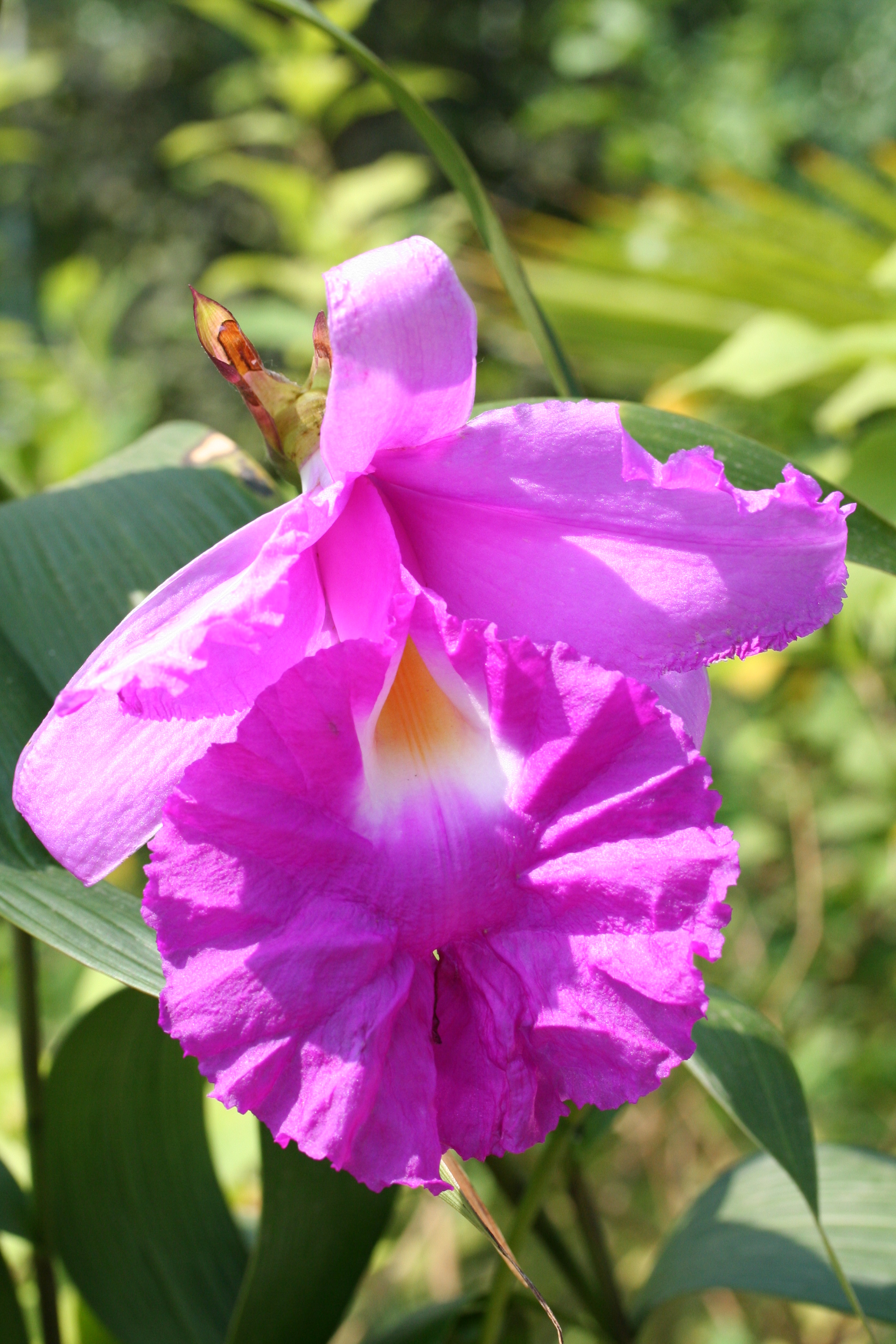
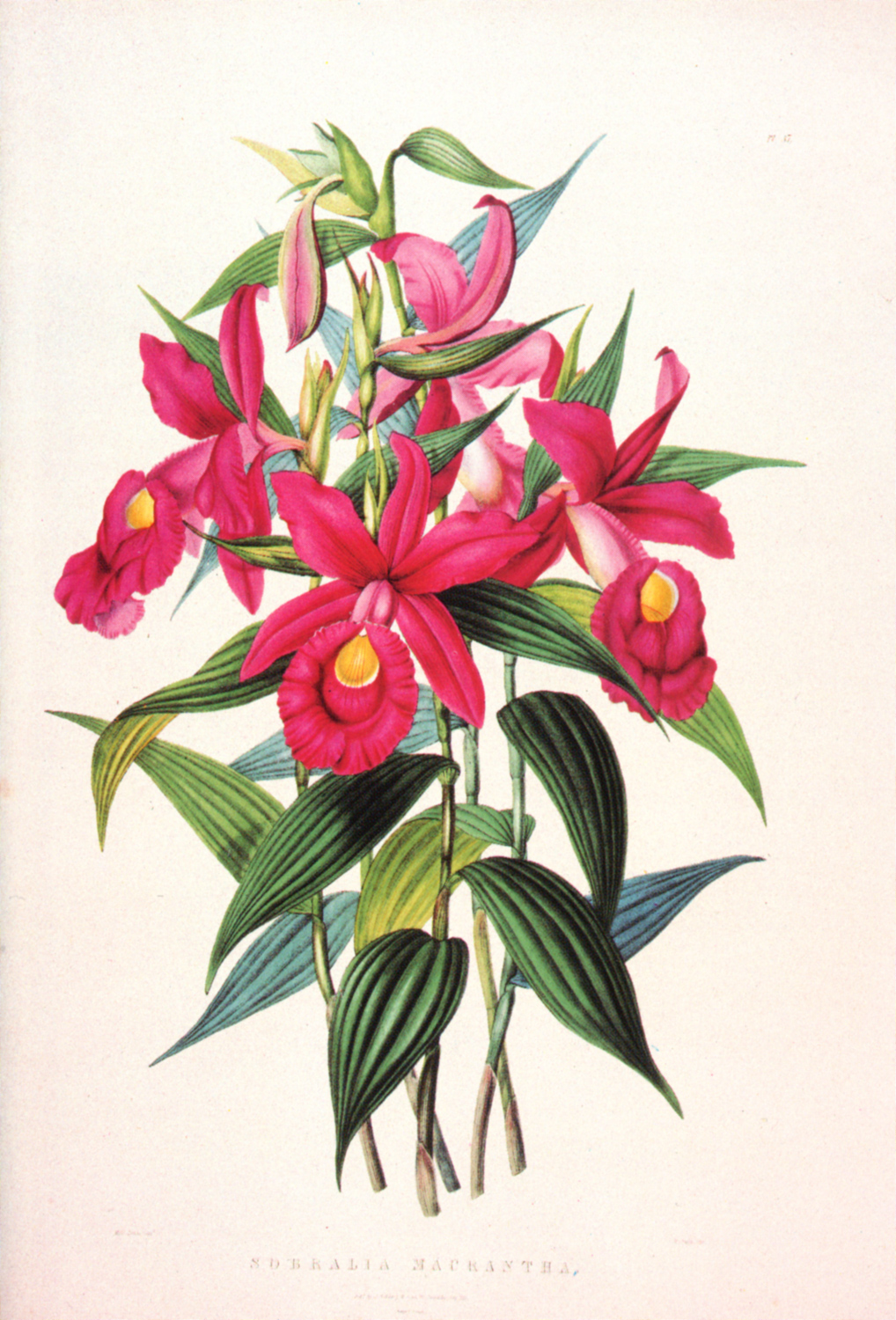
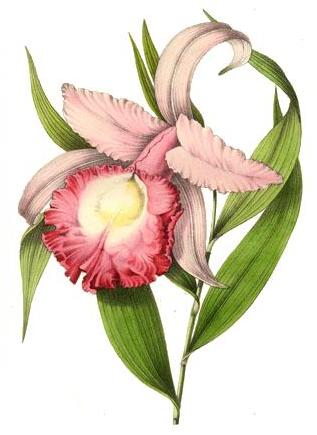
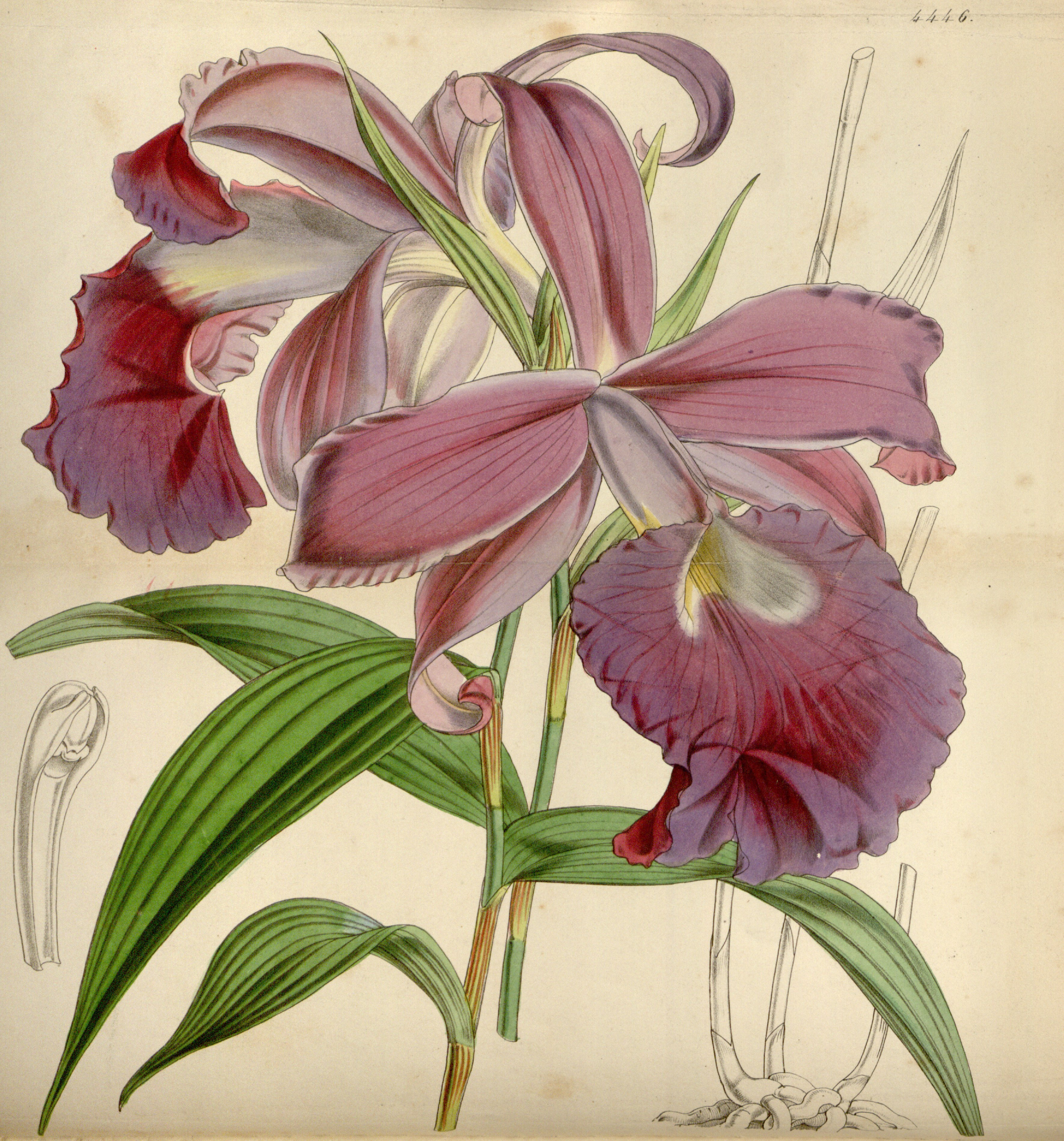
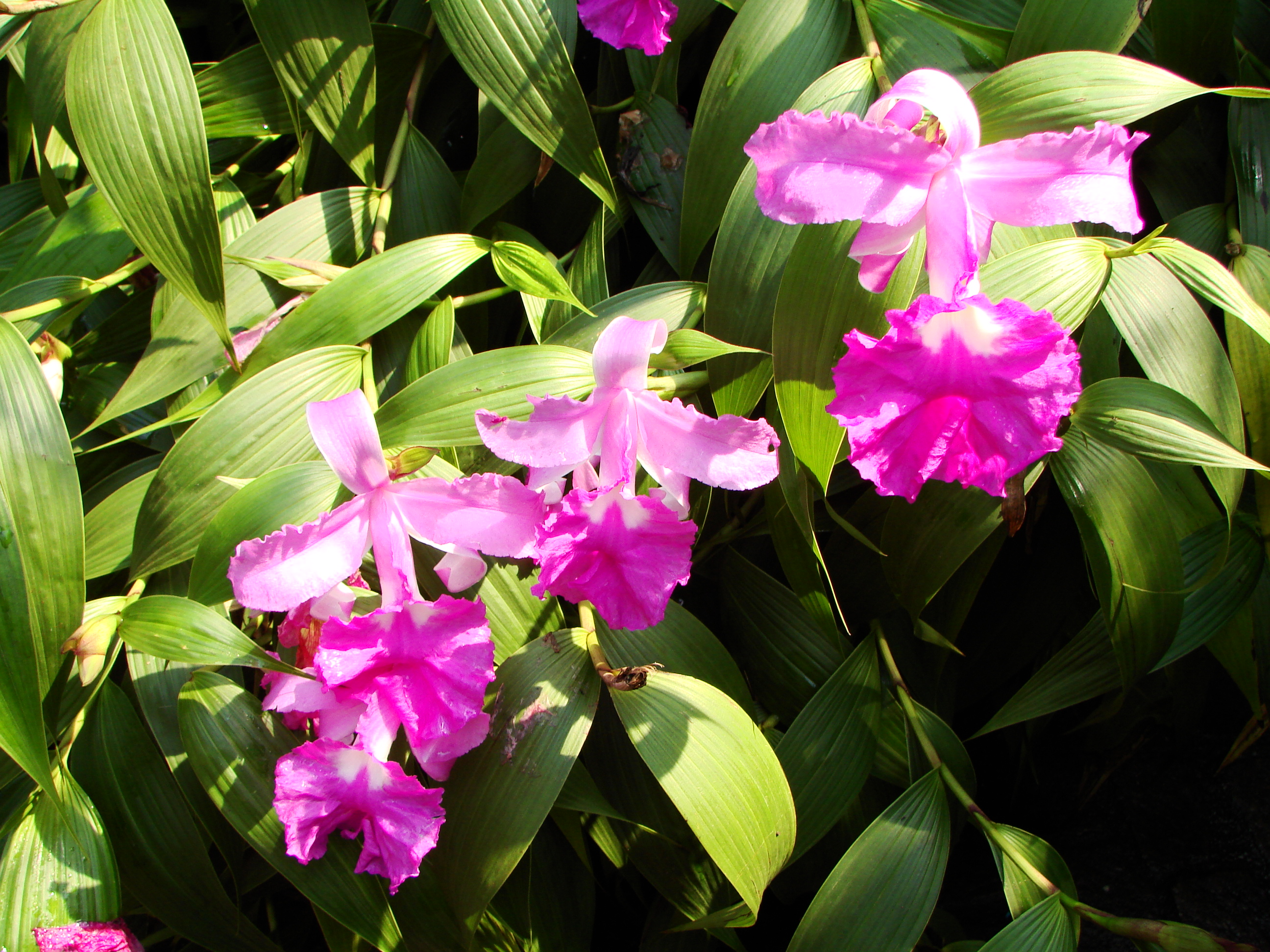
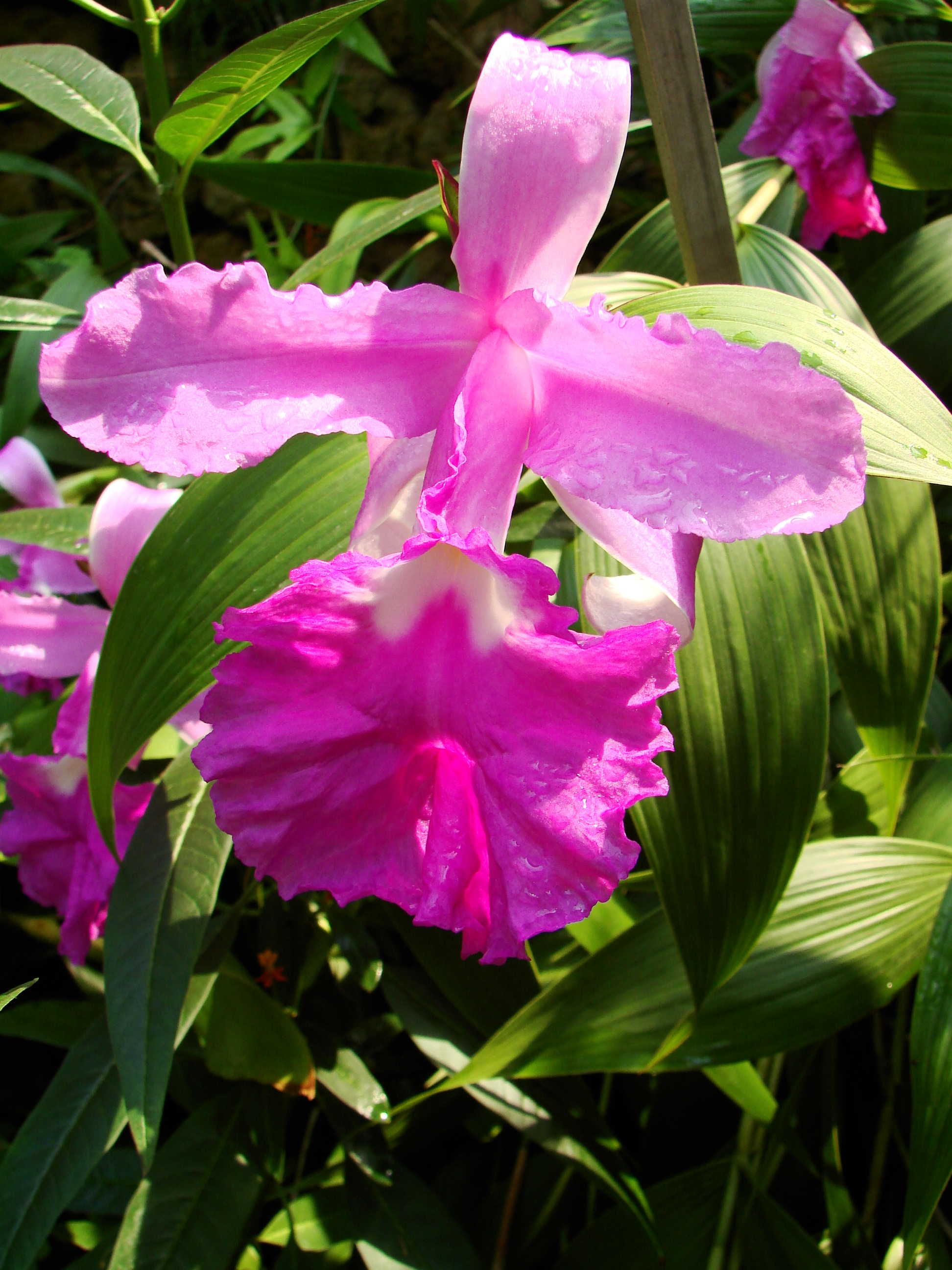